# Dunia Sabir
Dunia Sabir es una deportista marroquí que compite en taekwondo. Ganó una medalla de plata en el Campeonato Africano de Taekwondo de 2022, en la categoría de –73 kg.

## Palmarés internacional
| Campeonato Africano | Campeonato Africano | Campeonato Africano | Campeonato Africano |
| Año                 | Lugar               | Medalla             | Categoría           |
| ------------------- | ------------------- | ------------------- | ------------------- |
| 2022                | Kigali (Ruanda)     | Medalla de plata    | –73 kg              |